# تل نقاره خانه چرامکان
تل نقاره خانه چرامکان مربوط به سده‌های اولیه دوران‌های تاریخی پس از اسلام است و در شهرستان شیراز، بخش ارژن، دهستان قره چمن، بعد از روستای چرامکان، سمت راست جاده واقع شده و این اثر در تاریخ ۳۰ بهمن ۱۳۸۶ با شمارهٔ ثبت ۲۰۸۳۶ به‌عنوان یکی از آثار ملی ایران به ثبت رسیده است.